# Echeta rhodocyma
Echeta rhodocyma là một loài bướm đêm thuộc phân họ Arctiinae, họ Erebidae.